# 肯塔基州邦联政府

肯塔基州邦联政府的印章，其上的“voce populi”是拉丁语，意为“应人民的呼声”。

肯塔基州邦联政府（英語：Confederate government of Kentucky），是美国南北战争期间肯塔基州部分支持南方邦联的居民自发组建的影子政府。这个影子政府自始至终都没有取代州首府法兰克福的民选政府，后者强烈支持北方联邦。邦联政府只争取到肯塔基州部分居民支持，其管辖范围仅限于南方联军在州内占领的区域。不过，临时政府得到美利坚联盟国承认，肯塔基州也在1861年12月10日加入南方邦联，邦联战旗以中央交叉位置的一颗五角星来表示来表示该州。
鲍灵格林成为肯塔基邦联州的首府。由于受到军事局势的影响，临时政府存在的大部分时间里都跟随着田纳西军四处流亡而运作。1862年夏，美利坚联盟国陆军短暂占领法兰克福，这也是南军唯一一次攻占北方联邦州首府。这一期间，布拉克斯顿·布拉格将军希望能让临时政府成为该州的永久政权，但在就职典礼期间，唐·卡洛斯·比尔将军带领北军赶到，临时政府被迫撤离肯塔基州，之后再也没能回归。从那以后，这个影子政府已名存实亡，只能在文件中找到踪影，战争结束时便已不复存在。
临时政府一共选出两任州长。第一位是在拉塞尔维尔举行的会议上推举出的乔治·W·约翰逊，任期持续到他在希洛战役中丧生。理查德·霍伊斯获选继任州长职务，任期持续到战争结束。

## 背景
南北战争期间，肯塔基州居民分裂成两大阵营。该州与包括匹兹堡、辛辛那提在内的多个俄亥俄河沿线城市有密切经济合作，同时又与南部在文化、社会及经济领域有许多共同点。肯塔基州历史上一直是联邦的支持者，这其中又以该州东部最为显著。由于经济上的密切联系，战争爆发对肯塔基州有百害而无一利。此外，许多奴隶主认为，要保留奴隶制，最好还是留在联邦。
肯塔基州的1860年总统大选投票结果表明，该州的民意走势非常复杂。约翰·贝尔（John Bell）获得的普选票支持最多，但也只有45%，约翰·C·布雷肯里奇以36%位居第二，斯蒂芬·道格拉斯得票18%，亚伯拉罕·林肯还不到1%。历史学家艾伦·内文斯认为，这一选举结果表明肯塔基州公民强烈反对分裂国家，但也反对以高压手段对付分裂分子。贝尔和道格拉斯一共获得了超过60%的选票支持，这表明该州大部分公民抱持相对温和的北方支持者立场，反对对立两方极端分子的鲁莽行径。

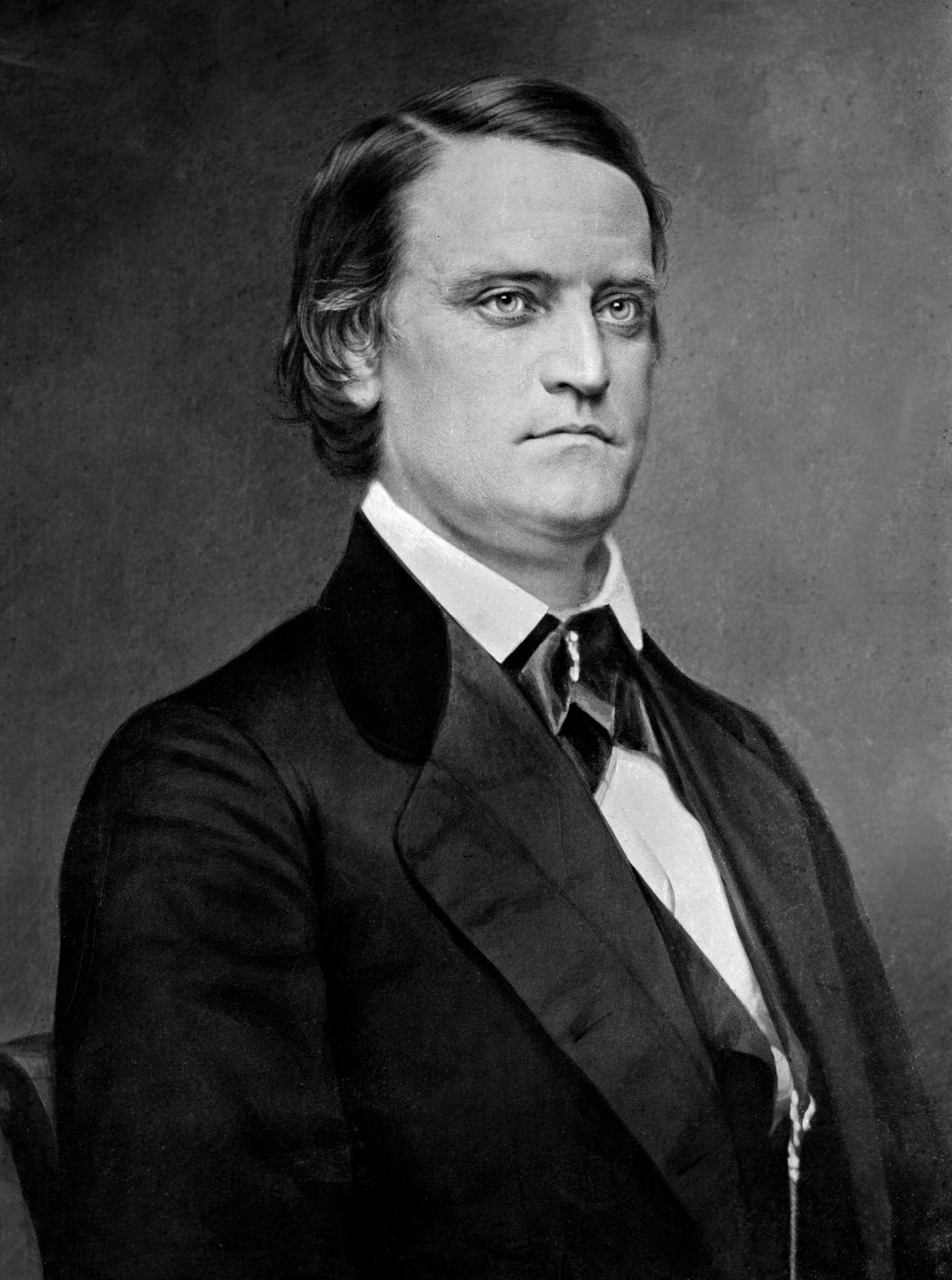
约翰·C·布雷肯里奇在1860年总统大选中代表的是州权至上阵营

大部分肯塔基州公民相信，肯塔基州应该作为南北双方的调解州。1860年12月9日，州长比利亚·麦高芬（Beriah Magoffin）给其他多位蓄奴州州长去信，建议大家与北方达成协议，严格执行《逃奴法》、以北纬37度作为蓄奴州和自由州的分界线、确保密西西比河可以自由通商，并且南方对涉及奴隶制的立法拥有否决权。麦高芬提议蓄奴州派代表先开一场会，其后再由所有的州一起参加另一场会议，确保双方达成协议。但由于事态步伐的不断升级，这两次会议都没有召开。:6-7
麦高芬召集肯塔基州议会于1860年12月27日进入特别议程，要求议会授权召开会议，决定肯塔基州内战来临之际的立场:7。《路易斯维尔信使晨报》（Louisville Morning Courier）于1861年1月25日发文，强调议会中分裂势力所面临的问题：“（我们）已经浪费了太多时间，历史性的时刻一去无返。无论是对我们还是对肯塔基州来说，要么马上采取行动，要么永远保持沉默”:290。另一方面，倾向支持北方的居民又不愿意将命运交给这么一场会议来安排，因为与会者一时头脑发热之下，可能会通过分裂国家的极端举措:333。最终，由于许多支持州权至上的议员反对立即脱离联邦并因此反对召开会议，支持北方的居民立场占了上风:290-291。不过，议会还是派出6位代表前去参加华盛顿哥伦比亚特区于2月4日召开的和平会议，并请求国会召开全国大会，为这场分裂危机商讨可能的解决方案，肯塔基州政坛老将约翰·J·克里滕登提出的克里滕登妥协就是其中一项方案:8。
4月12日，南方邦联军队炮轰萨姆特堡，内战正式爆发。林肯总统预计军队需要增员7.5万人来应对战争，他给州长麦高芬发去电报，请他提供4个团:82-84。麦高芬对南方持同情态度，他的回电中这样写道：“致华盛顿哥伦比亚特区的林肯总统，我不会派出1个人或拿出1美元，用于征服我南方姐妹州的邪恶目的。·麦高芬”:52。5月7日，肯塔基州议会两院都通过中立声明，5月20日，麦高芬正式宣布，肯塔基州在内战中保持中立:9。
6月20日，肯塔基州举行国会特别选举，为林肯总统召集的国会特别议程选派联邦众议员。该州一共有10个议席，支持北方的候选人赢得了9个:63-65，南方邦联的支持者只赢得了杰克逊购地区域:63-65，当地经济通过坎伯兰河和田纳西河与田纳西州保持着密切联系:193。许多支持南方的选民因为觉得获胜无望而杯葛选举，根本就没有投票，全州共计12.5万票中，支持北方的候选人得到了近9万票:11。到了8月5日举行的州议员选举中，南方的支持者又遭受了进一步打击，州众议院的100个议席中，北方的支持者占据了76席，同情南方的议员只有24名，州参议院的对比同样悬殊，支持北方的占到27席，支持南方的只有11席。这样，州议会就形成了足以推翻州长否决权的绝对多数:63-65。从那以后，州长麦高芬为保障南方利益动用的否决权基本上都被州议会推翻:63-65。
对于这场选举，历史学家威尔逊·波特·肖特里奇（Wilson Porter Shortridge）这样分析：
|  | 这些选举表明，大部分肯塔基州居民反对分裂，但这并不意味着他们像北方州那样普遍赞同林肯政府的战争政策。或者对于那个时期最准确的解释应该是肯塔基州人民渴望和平，他们觉得让支持北方的候选人上任是最有希望取得和平的途径。:297 |

由于肯塔基州已经不可能脱离联邦，支持邦联的势力于是成为中立最坚定的支持者。在北方的支持者看来，这种中立无异于分裂议程的先声。此外，北方的支持者还在竭力寻求手段，让大部分立场温和、中立的民众向“华盛顿政府明确且毫无保留的立场靠拢”。双边的矛盾愈演愈烈，并在9月3日达到临界点，美利坚联盟国陆军这天从田纳西州进军肯塔基州，侵犯了肯塔基州的中立，先占领了希克曼，又于9月4日占领哥伦布。北军于是在两天后占领帕迪尤卡还以颜色。:298-300
9月11日，州议会通过决议，要求麦高芬命令南军撤出肯塔基州，但却没有要求州长对北军发出同样命令。麦高芬否决了决议，但州议会又推翻了他的否认，麦高芬于是发出了州长令。一周后，肯塔基州议会正式请求北军介入，并要求州长下令州民兵加入联邦军队。麦高芬再次动用否决权，州议会也再次推翻否决，州长只能从命。:300

## 组建
南方邦联的支持者计划在9月21日召开和平会议，由约翰··布雷肯里奇担任主持。北方联邦的支持者担心会议可能导致实际性的军事对抗，因此派谴迪克·罗宾逊营的驻军前去强制解散会议并逮捕布雷肯里奇:343。布雷肯里奇和其他多位支持脱离联邦的政治领袖因此逃离肯塔基州。这些政治家之后会成为组建肯塔基州影子政府的政治团体中的核心人物。布雷肯里奇在10月8日《对肯塔基州人民的讲话》中宣称：“美国已不复存在。联邦已土崩瓦解。”:80
1861年10月29日，来自34个县的63名代表齐聚拉塞尔维尔，商讨肯塔基州邦联政府的组建事宜:83。虽然在之前的选举中接连失利，但不知何故，这些代表仍然认为州首府法兰克福的亲联邦政府没有代表肯塔基州大部分公民的意愿:82-84。来自特里格县的亨利·伯内特获选为会议主席:83。斯科特县农场主乔治··约翰逊提出了多项关键决议，并且为大会起草最终报告的委员会也是由他主持:82-84。报告呼吁召开主权会议，断绝同联邦政府间的关系:82-84。主权会议由十人委员会安排，布雷肯里奇和约翰逊都是该委员会委员:83。

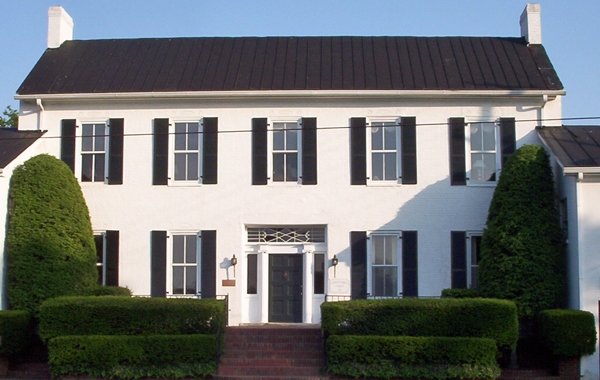
位于拉塞尔维尔的威廉·福斯特大宅

11月18日，来自68个县的116名代表在拉塞尔维尔的威廉·福斯特大宅聚首:222，伯内特再度担任主持。为了与会代表的安危着想，他首先提议会议延期到1862年1月8日:13。但在约翰逊的影响下，大部分代表决定会议继续举行:13。到了会议进行到第三天时，肯塔基州的军事形势已经非常严峻，整个会议不得不转移到贝塞尔女子学院的校园塔楼内继续，拉塞尔维尔的这所院校如今已经废弃:222。
| 职位     | 姓名                 |
| -------- | -------------------- |
| 州长     | 乔治··约翰逊         |
| 副州长   | 霍雷肖·辛姆拉尔      |
| 州务卿   | 罗伯特·麦基          |
| 财务部长 | 西奥多·罗格朗·伯内特 |
| 审计师   | 约西亚·皮尔斯伯里    |

会议开始后很快就通过脱离联邦的决议:13。接下来，由于无法在会议期间制订完整的宪法和法律体系，与会代表经投票决定，“只要与这场大会的意旨、这一政府的建立不相冲突，并且也不会影响到（新政府）州长和议会制订的法律，肯塔基州宪法和法律就可以作为本州的法律”:14。与会代表提议，临时政府的立法会由10名议员（肯塔基州每个国会选区选派1人）、1位有权任命法官和其他官员的州长，以及财务部长和审计师各1人:84。代表们选择当时由南军将领阿尔伯特·西德尼·约翰斯顿（Albert Sidney Johnston）实际控制的鲍灵格林作为首府，但只要议会或州长觉得适当，也可另觅新址:14。大会上还设计了新的州印，外围有花环、肯塔基州名以及拉丁语（意为应人民的呼声），中央部分是个穿有锁子甲的手，手指扣住一颗五角星，周围还有12颗五角星环绕:222。
与会代表一致推举约翰逊担任州长:222。霍雷肖·辛姆拉尔（Horatio F. Simrall）当选副州长，但很快就因逃避联邦政府抓捕而逃到密西西比州:116。本次大会和之前拉塞尔维尔会议的书记罗伯特·麦基（Robert McKee）当选州务卿:85。西奥多·罗格朗·伯内特成为财务部长，但只就任到12月17日就辞职前往邦联国会任职:85，财务部长职务由来自沃伦县的约翰·昆西·伯纳姆（John Quincy Burnham）继任:85。前联邦众议员理查德·霍伊斯起初是邦联政府的审计师人选，但霍伊斯选择继续在汉弗莱·马歇尔（Humphrey Marshall）将军手下服役，没有接受这份公职:418-419。最终大会选择的是同样来自沃伦县的约西亚·皮尔斯伯里（Josiah Pillsbury）:85。立法会则选派威利斯·本森·梅琴（Willis Benson Machen）担任主席:85。
11月21日，即大会结束次日，约翰逊给邦联总统傑佛遜·戴維斯写信，请求南方邦联接受肯塔基州加入:63-65。大会委派伯内特、来自费耶特县的威廉·普雷斯顿（William Preston），以及来自波旁县的威廉·西姆斯（William E. Simms）担任临时政府特派员，前往弗吉尼亚州里士满，确保邦联接受肯塔基州加入:15。生于肯塔基州，但当时在密西西比州生活的卢克·P·布莱克本医生获邀与几位特派员同行，但大会代表没有解释这一安排的原因:85。虽然肯塔基州这时位于法兰克福的民选政府反对脱离联邦，并且戴维斯也对该州绕过民选州议会组建邦联政府的合法性存在疑虑，但他还是觉得约翰逊的提议有可取之处，于11月25日推荐邦联接受肯塔基州加入:87。1861年12月10日，邦联国会正式接纳肯塔基州成为其一员:82-84。

## 运作
1861年11月26日，约翰逊向肯塔基州公民发表演说，指责废奴主义者导致美国四分五裂:63-65。他坚称联邦和邦联势均力敌，战争唯一的出路只能是在两个主权国家间制订自由贸易协定:63-65。他还进一步宣称，只要肯塔基州议会愿意与州长麦高芬合作，自己也愿意辞去临时州长一职:63-65。麦高芬则谴责拉塞尔维尔的会议和新组建的临时政府，因为这违背了肯塔基州大部分公民的意愿:16。

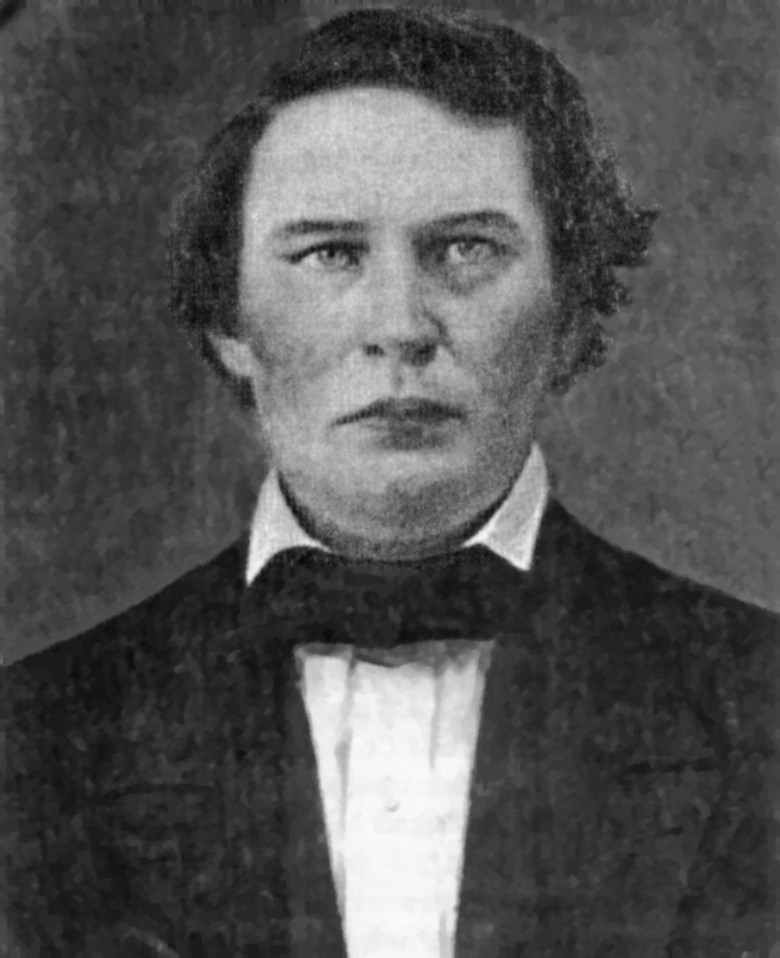
首任肯塔基州邦联州长乔治·W·约翰逊

1861年冬，约翰逊试图确立这个羽翼未丰政府的合法性，但临时政府的管辖范围一直都没有超出南军控制的地区范围:63-65。邦联国会要求约翰逊征召4.6万的部队，但他无法办到:63-65。临时政府在征税和强迫公民上缴武器方面也收效甚微:63-65。1862年1月3日，约翰逊向邦联国会请求拨款300万美元（相当于2025年的9200萬美元）作为临时政府的运作开销:20。邦联国会最终只批准了200万美元，这些开销还需要战争部长犹大·本杰明和总统戴维斯的审批:20。临时政府的大部分运作开销可能是由肯塔基州联邦众议员伊莱·梅特卡夫·布鲁斯（Eli Metcalfe Bruce）捐献，他在内战期间通过各种渠道发了大财:20。
1861年12月14日，临时政府立法会召开会议，为邦联一院临时议会选派议员:88。1862年2月17日，临时议会由永久性的兩院制议会取代，所以之前当选的议员任期只有两个月:88。肯塔基州可以向邦联国会派出两名参议员和12名众议员:22。由于往年沿用的选举日已过，约翰逊和立法会将肯塔基邦联的选举日定在1月22日:22。 选举日当天，选民可以在任何一个县投票，并且投票针对的职务也不受限制:22。经过一场军人选票远超平民的选举，一共只有4名临时议员当选邦联众议员:22；亨利·伯内特则成为唯一一位肯塔基州邦联参议员:22。
临时政府还在1861年冬通过法案，将韦恩县更名佐利科夫县，来纪念在密尔斯普林斯之役中战死的费利克斯·佐利科夫（Felix Zollicoffer）准将:89。临时政府也在南军控制区域指派了许多地方官员，例如多名太平绅士就是在此期间任命:63-65。邦联政府解散后，这些太平绅士主持婚礼的合法性受到质疑，但最终还是得以维持:63-65。

### 撤出肯塔基州，约翰逊逝世
随着尤利西斯·辛普森·格兰特赢得亨利堡之战的胜利，约翰斯顿被迫于1862年2月7日从鲍灵格林撤回田纳西州。一星期后，州长约翰逊和临时政府也离开了肯塔基州。3月12日，《新奥尔良花絮报》（New Orleans Picayune）报道称：“肯塔基州首府如今位于一顶西布利帐篷内。”:63-65
时年50岁的约翰逊手臂有残疾，虽然他的正式官职较高:473，但却自愿在希洛战役中听从约翰··布雷肯里奇将军和罗伯特··特拉伯（Robert P. Trabue）上校指挥:82-84。4月7日，约翰逊的大腿和腹部受到重伤，并且在战场上一直躺到第二天:82-84才由熟识的北军将领亚历山大·麦克道尔·麦库克（Alexander McDowell McCook）发现（两人都是共济会成员）:82-84。约翰逊在北军医疗船“汉尼拔号”（Hannibal）上去世，肯塔基州临时政府变得群龙无首:63-65。

### 理查德·霍伊斯继任州长

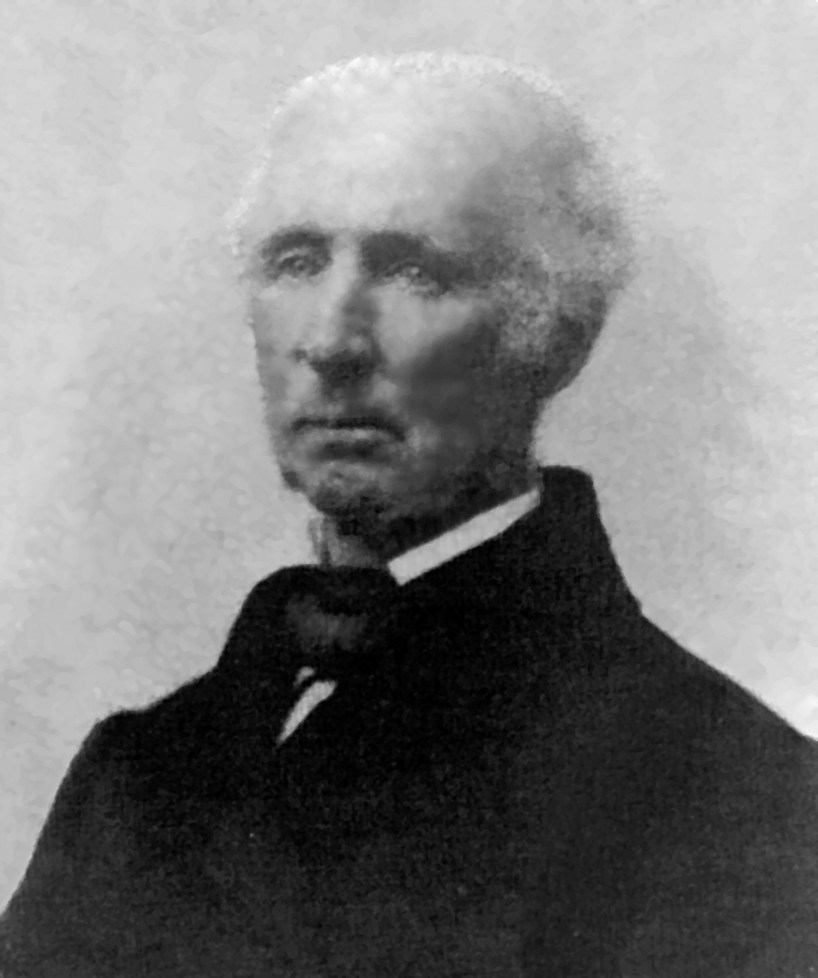
第二任肯塔基州邦联州长理查德·霍伊斯

约翰逊离开鲍灵格林前曾邀请理查德·霍伊斯到该市协助政府管理，但后者因感染伤寒而无法按时抵达:90-91。约翰逊去世后，临时政府选举仍在养病的霍伊斯担任州长:85-88。身体康复后，霍伊斯在密西西比州奥尔康县县城科林斯（Corinth）与临时政府会合，再在5月31日宣誓就职:93。
1862年夏，田纳西军中开始传言布拉格和埃德蒙·柯比·史密斯（Edmund Kirby Smith）两位将军计划入侵肯塔基州:93。立法会经投票表决支持入侵计划，霍伊斯于8月27日被派往里士满向总统戴维斯推荐该计划:82-84。戴维斯对此不置可否，但布拉格和史密斯仍然决定进军:85-88。
8月30日，史密斯在里士满之战中从容面对经验不足的北军，取得了内战期间南军最辉煌的其中一场胜利:772-773。布拉格还于9月13日在曼福德维尔之战中取得决定性胜利，但这场战事也延误了他的进军，导致州首府路易维尔于9月25日被唐·卡洛斯·比尔将军占领:46。失去路易维尔后，布拉格将手下兵力分散到肯塔基中部城市巴兹敦、谢尔比维尔和丹维尔进行防守，静待事态发展。在历史学家肯尼斯··诺埃（Kenneth W. Noe）看来，这一战略“惊人地不合逻辑”。:48
与此同时，肯塔基州邦联政府的领导人还留在查塔努加等待州长霍伊斯归来:85-88，一直到9月18日才动身离开:85-88，于10月2日同布拉格和史密斯在列克星敦会合:90-91。布拉格对肯塔基州志愿加入南军服役的士兵人数深感失望，许多为武装应征军人而运抵肯塔基州境内的武器仍然闲置:47:407。为了通过强制执行美利坚联盟国征兵法来提高征兵效率，布拉格决定把临时政府安插到刚刚攻下的州首府法兰克福:90-91。1862年10月4日，霍伊斯经邦联立法会授权就任州长:115。但就在就职典礼期间，南军因放松了防备而遭到唐·卡洛斯·比尔将军带领的北军伏击，被迫撤离肯塔基州:115:407, 707。

## 衰落和解散
临时政府在佩里维尔战役后撤离肯塔基州，之后再也没能回归:85-88。离开故土的立法会议员散居各地，或自谋生路、或依靠亲属资助生活，等待霍伊斯召集他们进入议程:96。有少量记录显示，霍伊斯曾在1862年12月30日召集议员、审计和财务部长于1863年1月15日到田纳西州麦克明县的阿森斯（Athens）开会:96。霍伊斯曾试图说服戴维斯总统解除他昔日上级汉弗莱·马歇尔将军的职位，但没有成功:96-97。3月4日，霍伊斯在给戴维斯的信中称，“我们的事业正稳步成长”，并保证再度进军肯塔基州将会获得比上次更好的战果:97。
临时政府仍旧身处财政困境之中。霍伊斯曾不无难堪地承认，无论是他还是别的任何人似乎都不知道，肯塔基州在南军占领期间曾有约4.5万美元资金从哥伦布送到了孟菲斯:97。1864年，戴维斯决定不允许霍伊斯动用1861年8月用于帮助肯塔基州保持中立的100万美元秘密拨款，这对临时政府来说更是雪上加霜:85-88。戴维斯对此表示，肯塔基州已经加入邦联，所以不可能再保持中立:85-88。
内战后期，肯塔基州临时政府总体而言已名存實亡。1864年夏，田纳西第9骑兵队的·阿尔斯通（R. A. Alston）上校请求州长霍伊斯协助调查约翰·亨特·摩根（John Hunt Morgan）将军擅自进军肯塔基州期间所涉嫌的犯罪行为。但由于摩根在8月10日遭到停职，之后又于9月4日被北军击毙，霍伊斯始终没有应阿尔斯通的请求采取行动。:90-91
肯塔基州邦联政府中止运作的确切时间缺乏文献记载，估计该政府是于内战结束之际解散:90-91。